# Østfoldbanen
Østfoldbanen (tidligere Smaalensbanen) er navnet på det norske Jernbaneverkets jernbanelinje fra Oslo gennem Follo til Kornsjø i Halden, hvor den går ind i Sverige som Dalslandsbanen.
Linjen forløber med to spor fra Oslo S til Ski. I Ski deler Østfoldbanen sig i en østre og en vestre linje. Den vestre linje har to spor fra Ski til Moss og derefter et spor via Fredrikstad til Sarpsborg. Der er også to spor mellem Rygge-Haug (ved Råde), ca. ti km. Den østre linje, Indre Østfoldbanen, forløber med et spor fra Ski via Askim og Mysen til Sarpsborg. Derefter har Østfoldbanen et spor fra Sarpsborg via Halden til grænseovergangen i Kornsjø. Den samlede linje via vestsporet er på 171 km, mens Indre Østfoldbane er på 54 km, begge elektrificerede.
Den østre linje, Indre Østfoldbanen blev udvalgt som national pilotstrækning for det nye fælleseuropæiske trafikkontrol - og signalsystem ERTMS. Efter en ombygningsperiode, der startede i 2014 og inkluderede total lukning sommeren 2015, blev strækningen genåpnet august 2015 med moderniserede stationer og stationsarealer samt ERTMS level 2.

## Linjer på strækningen
Østfoldbanen betjenes af regionaltog R20 til Halden, og 4 daglige afgange forlænges til Göteborgs centralstation. Alle regionaltogene benytter vestre linje, som går gennem de store byer. Lokaltogene kører i tre forskellige linjer. Linje L2 er linjen mellem Skøyen i Oslo og Ski og er den langsomste af linjerne med stop på alle stationer. Linje L21 går fra Stabekk gennem Oslo til Moss. Mellem Oslo og Ski standser denne linje kun på Holmlia station. Linje L22 betjener Indre Østfoldbanen til Mysen og Rakkestad, og standser kun ved Kolbotn station mellem Oslo og Ski.

## Ruter
Strækningen anvendes til såvel gods- som passagertrafik. På strækningen findes følgende passagerruter:
- R20: Göteborg – Trollhättan - Ôxnered - Ed – Halden – Sarpsborg – Fredrikstad – Råde – Rygge – Moss – Ski – Oslo S
- R20: Halden – Sarpsborg – Fredrikstad – Råde – Rygge – Moss – Ski – Oslo S
- L21: Moss – Kambo – Sonsveien – Vestby – Ås – Ski – Holmlia – Oslo S – Nationalteateret - Skøyen - Lysaker - Stabekk
- L22: (Rakkestad – Heia – Eidsberg -) Mysen – Slitu – Askim – Spydeberg – Knapstad – Tomter – Skotbu – Kråkstad – Ski – Holmlia – Oslo S – Nationalteateret – Skøyen
- L2: Ski – Langhus – Vevelstad – Oppegård – Greverud – Myrvoll – Solbråtan – Kolbotn – Rosenholm – Holmlia – Hauketo – Ljan – Nordstrand – Oslo S – Nationalteateret – Skøyen - Lysaker - Stabekk

Mellem Rakkestad og Mysen går der kun persontog i myldretiden.

## Historie
Den 6. juni 1873 vedtog Stortinget at anlægge Smaalensbanen. Arbejdet med anlæggelsen beskæftigede op imod 3.000 mand og gik i gang i 1875. I 1878 blev et stykke af linjen (Råde-Hølen) prøvekørt i forbindelse med besøg af kong Oscar 2. og dronning Sofia. Den vestre linje blev officielt åbnet 2. januar 1879, og den østre linje blev åbnet 24. november 1882.
I 1920'erne og 1930'erne blev etapen mellem Oslo og Ski opgraderet til to spor. Dette skete i fire omgange: Bekkelaget-Ljan i 1924, Bekkelaget-Oslo i 1929, Ljan-Kolbotn i 1936 og Kolbotn-Ski i 1939. Delvist samtidig hermed blev strækningen også elektrificeret (1936-1940).
En forlængelse af den tosporede strækning blev først foreslået af Statsbanerne i 1950'erne, men Stortinget afslog dette. I løbet af 1980'erne blev det dog efterhånden åbenbart, at det var svært at overholde køreplanen, lige som de tekniske installationer var ved at være forældede. Især skabte strækningen omkring Vestby problemer, og Stortinget vedtog at anlægge en ny tosporet strækning her med planlagt ibrugtagning i 1989. Statsbanerne så nu mulighederne for at tage den gamle plan op igen, og i 1988 fik man vedtaget en noget større udvidelsesplan. Dog måtte man opgive at føre dobbeltsporet helt igennem på grund af stridigheder med byrådet i Moss. Bortset fra dette blev strækningen gjort tosporet fra Ski til Moss i løbet af 1990'erne. Samtidig blev der foretaget en række tilpasninger, der på sigt vil tillade højhastighedstog på strækningen.

## Planer for strækningen
Der er planer om at bygge hele strækningen Moss-Halden tosporet, hvilket skal ske i perioden 2020-40. Allerede inden dette skal strækningen Oslo-Ski udvides til fire spor, hvor de nye spor betegnes som Follobanen. Strækningen gennem Moss skal også gøres tosporet, og sandsynligvis skal hele strækningen Frederikstad-Moss gøres tosporet. Ligeledes forventes der et nyt enkeltspor mellem Frederikstad og Halden. Alternativt hertil skal der anlægges et enkeltspor mellem Råde og Sarpsborg. Disse planer vil gøre det muligt at køre på næsten hele strækningen Oslo-Halden med en topfart på 200 km/t.
Hvis man anlægger en strækning direkte mellem Frederikstad og Halden uden om Sarpsborg, bliver man nødt til at lave en tunnel under Glomma eller en bro over den. En sådan bro skal have en højde på 39 m lige som Fredrikstadbroen, men meget længere. Dette vil ikke give problemer, hvis man vælger Råde-Sarpsborg-løsningen, idet man her ikke kommer til at krydse Glommas hovedløb.
Strækningen Halden-Kornsjø vil ikke blive ændret med planerne frem til 2040. Den markante stigning ved Tistedal nær Halden (2,5%) er for dyr at lave om. Godstog bruger på hele strækningen Oslo-Göteborg enten to lokomotiver eller den tunge og stærke El. 15, hvilket i overskuelig fremtid vil være mere rentabelt end at opføre en ny strækning.
På længere sigt er der desuden planer om at anlægge en højhastighedsbane mellem Oslo og Göteborg. Til det skal Oslo-Råde bygges færdig efter planen foruden Råde-Halden og en eventuel ny bane til Kornsjø. På svensk side bliver strækningen Ed-Göteborg på Norge/Vänernbanen klar til allerede i 2012 at understøtte en middelhastighed på 138 km/t.
|  | Denne artikel kan blive bedre, hvis der indsættes geografiske koordinater Denne artikel omhandler et emne, som har en geografisk lokation. Du kan hjælpe ved at indsætte koordinater i wikidata. |